# Kymco MXU
Il MXU è un quad prodotto dall'azienda di Taiwan, Kymco.
Esistono quattro motorizzazioni da 50, 150, 300 e 500 cm³ da 2 tempi e 4 tempi. Per i 50 e i 150 il raffreddamento è ad aria forzata, mentre nelle motorizzazioni superiori il raffreddamento è a liquido.
La capienza del serbatoio va dagli 8 litri nel 50 ai 17 litri nel 500. In Italia viene venduto in due soli colori, il nero e il rosso.